# New Beat
New Beat ist ein Musikstil im Elektronik-/House-Bereich, der Elemente unterschiedlicher Genres wie EBM, Hi-NRG oder Acid House aufgreift und miteinander kombiniert. Der Stil entstand 1987 in Belgien und galt als Parallelbewegung zur europäischen Acid-House-Welle. New-Beat-Subgenres sind Hard Beat und Skizzo (Schizzo).

## Hintergrund
Der Legende nach wurde New Beat von Carlos Perón und angeblich vom belgischen DJ Marc Grouls erfunden, als er versehentlich die bereits 1986 aufgenommene Single „Flesh“ der belgischen Synth-Rock- und EBM-Formation A Split-Second mit 33 statt 45 rpm abgespielte. Jedoch war Carlos Peróns Album Nothing is true; everything is permitted von 1983 zu der Zeit in den Geschwindigkeiten von 45 rpm und 33 rpm über Milan Disques/Polygram erhältlich. Die DJs in Belgien spielten es permanent auf 33 rpm ab, was schlussendlich in den Clubs zum New Beat führte. Des Weiteren war der Yello-Gründer seiner Zeit voraus. Das bewusst langsamere Abspielen von 45er-Singles und Maxi-Singles verbreitete sich schnell in der belgischen Club-Szene und der schwerfällige New Beat wurde so zu einem Gegentrend zur damals bereits populären Acid-House-Welle, welche sich jedoch dann schnell überlebte.
Nach Aussage damaliger Protagonisten war New Beat ausdrücklich nicht beeinflusst vom amerikanischen Detroit Techno oder Chicago House. New Beat traf vielmehr den Geschmack der belgischen Underground-Clubszene, in der Musikprojekte wie Front 242 und The Neon Judgement schon seit geraumer Zeit erfolgreich waren. Im Jahre 1987 erschien in der November-Ausgabe der Zeitschrift Spex ein erster deutscher Artikel über die belgische EBM- und New-Beat-Szene.
Die Stilrichtung beeinflusste die Techno- und House-Szene Anfang der 1990er Jahre in Europa. Der Eurodance, aber auch der Hardcore Techno haben ihre Wurzeln in den verschiedenen Ausprägungen des New Beat. Einige New-Beat-Produzenten integrierten Rap-Passagen in ihre Tracks (wobei die Grenzen zwischen New Beat und Hip House stark verwischten), andere nutzten hart und aggressiv klingende Synthesizer-Sounds.

## Interpreten
| - A Split-Second - Achtung - Amnesia - Boys From Brazil - Confetti’s - Digital Boy | - Egma - Erotic Dissidents - Indicate - Lords of Acid - Magic Matze | - Major Problem - Master Minds - Metallic Traffic - Miss Nicky Trax - Nejet Nok - Plexus | - Poésie Noire - Rhythm Device - Signal Aout 42 - T99 - Tragic Error |

## Labels
- Antler-Subway Records
- Kuntor Records
- Music Man Records
- Play It Again Sam
- R&S Records